# 21939 Kasmith
21939 Kasmith este un asteroid din centura principală de asteroizi.

## Descriere
21939 Kasmith este un asteroid din centura principală de asteroizi. A fost descoperit pe 4 noiembrie 1999 la Socorro, New Mexico, în cadrul proiectului LINEAR. Asteroidul prezintă o orbită caracterizată de o semiaxă mare de 2,92 ua, o excentricitate de 0,03 și o înclinație de 1,5° în raport cu ecliptica.